# Edward Pursino

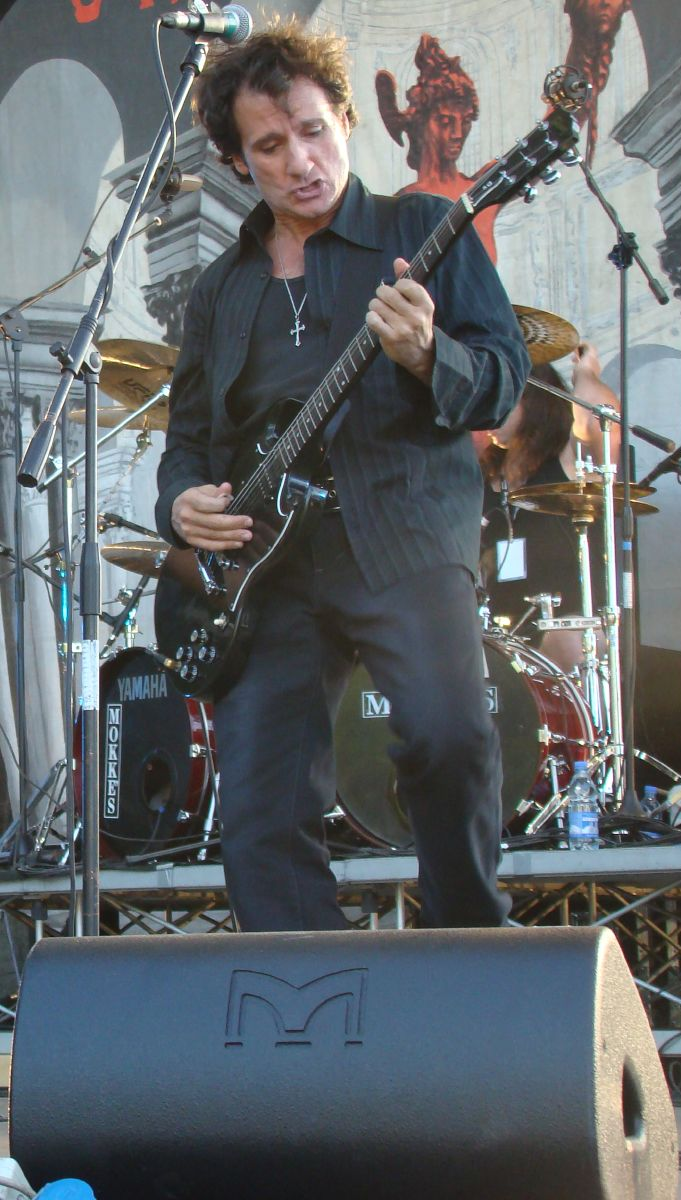
Edward Pursino (2007)

Edward Pursino (* 3. Januar 1963 in New York, NY, USA) ist ein US-amerikanischer Gitarrist.
Er ist Mitglied der New Yorker Heavy-Metal-Band Virgin Steele und Partner von Bandleader und Sänger David DeFeis (mit dem er auch gemeinsam zur Schule ging). Er erlernte das Gitarrespielen bereits mit 7 Jahren und gewann in späteren Jahren mehrere Wettbewerbe, bei denen er besonders mit Interpretationen bekannter Stücke von Johann Sebastian Bach zu glänzen wusste. In seiner Jugend entdeckte er neben der klassischen Musik sein Interesse für Rockmusik und Heavy Metal. Im Jahr 1983 ersetzte er auf Bitten von David DeFeis den vorherigen Gitarristen (und Band-Mitbegründer) von Virgin Steele, Jack Starr, der nach längeren Konflikten mit DeFeis die Band verlassen hatte.
Pursino kommt aus einer musikalisch geprägten Familie. So spielt sein Bruder Schlagzeug in einer in New York beliebten Szene-Metalband namens "Rotgut" und sein Vater, ein gelernter Schreiner und Restaurator restauriert Gitarren in seiner Freizeit. Unterricht erhielt Edward Pursino u. a. von dem in Musikerkreisen als Gitarrengröße geltenden Sal Nicosa, der wiederum Schüler der brasilianischen Gitarrenlegende Laurindo Almeida war.
Das Gitarrenspiel von Edward Pursino ist äußerst virtuos und vielseitig und harmoniert sehr gut mit der Stimme von David DeFeis. Unter Kennern gilt Pursino als einer der am meisten unterbewerteten Gitarristen der Rock-Geschichte.
Edward Pursino lebt in Long Island, New York.